# 农历六月
农历六月也稱荔月，农历一年中第六个月份（如果之前没有闰月），伏月、荷月、暑月，季夏，建未之月（羊月），律中林钟，以大暑为中气。
在日本稱呼農曆六月為「水無月」，有「乾涸無水、需要用水」之意。

## 主要節日
- 六月初一，彌勒菩薩成道日
- 六月初三，佛教護法韋陀菩薩誕辰。
- 六月初四，哈尼族「姑娘節」。
- 六月初六，天貺節、「請姑姑」、大禹誕辰、龍王爺晒鱗日等等，源自漢族。今為瑶族、布依族等之重要節日；虎爺公誕辰。
- 六月初七，八仙韓湘子誕辰。
- 六月十一，田都元帥誕辰
- 六月十三，魯班先師誕辰。
- 六月十四，藏族「花兒會」。
- 六月十六，豁落靈官王天君誕辰。
- 六月十八，池府千歲誕辰。
- 六月十九，觀世音菩薩成道日；周倉將軍誕辰。
- 六月廿四，關聖帝君誕辰；西秦王爺誕辰；南極仙翁誕辰。
- 六月廿四，彝族火把節。
- 六月廿五，白族火把節。
- 六月廿六，二郎神誕辰
- 六月廿八，臺南三協境下南河南沙宮開基包公廟包府千歲誕辰。

## 延伸阅读
[在维基数据编辑]
 《欽定古今圖書集成·曆象彙編·歲功典·季夏部》，出自陈梦雷《古今圖書集成》